# Viana do Castelo (tỉnh)
Viana do Castelo (tỉnh) (tiếng Bồ Đào Nha phát âm: [viɐnɐ du kɐʃtɛlu, tiếng Bồ Đào Nha: Distrito de Viana do Castelo) là một tỉnh của Bồ Đào Nha. Tỉnh Viana do Castelo nằm ở phía tây bắc của Bồ Đào Nha, giáp với vùng Galicia của Tây Ban Nha ở phía bắc và tỉnh Braga ở phía nam. Tỉnh có diện tích 2.255 km ² và dân số 252.011 người (2006), mật độ 111,8 người / km ². Thủ phủ tỉnh là thành phố Viana do Castelo.

## Các khu tự quản
Tỉnh gồm 10 Huyện:
- Arcos de Valdevez
- Caminha
- Melgaço
- Monção
- Paredes de Coura
- Ponte da Barca
- Ponte de Lima
- Valença
- Viana do Castelo
- Vila Nova de Cerveira

Bản mẫu:Khu tự quản của tỉnh Viana do Castelo